# Kiril Narixkin
Kiril Narixkin (en rus Кирилл Полуэктович Нарышкин) va néixer a Tarussa (Rússia) l'any 1623 i va morir a Bjelozerkij el 30 d'abril de 1691. Era un noble rus, fill de Poluekt Narixkín (1600-1634), i va ser l'avi matern del Tsar Pere el Gran.
El nom de Kiril Narixkin va ser esmentat per primera vegada el 1646, quan ell i el príncep Nikita Ivànovitx Odóievski van ser enviats a custodiar les fronteres meridionals del Gran Ducat de Moscou davant de possibles atacs per part dels Tàtars de Crimea. El 1654, Kiril Narixkin va participar amb Aleksei Mikhàilovitx en la campanya militar contra Polònia i Lituània. El 1660, va ser enviat com a comandant a la regió de Terek per repel·lir els atacs dels rebels Nogais. El 1662, Kiril Narixkin va ser enviat a Kazan per servir com a segon Voivoda del príncep Shuleshov.
El casament del tsar amb la seva filla, Natàlia Naríxkina, el 1671, va afectar decisivament en la vida dels Narixkins. Cridat a Moscou, Kiril Narixkin va assistir al casament de la seva filla i va rebre nombrosos regals i honors. Aquest mateix any, se li va conferir el títol de dumni dvorianin. Així mateix se li van concedir grans propietats i un sou molt important.
De nou el 1671, Narixkin, sota el comandament de Iuri Alekséievitx Dolgorúkov, va participar en la pacificació de la regió de Nijni Nóvgorod revoltada pel cosac Stenka Razin. Ascendit a la categoria de boyard el 27 de novembre de 1672, Kiril Narixkin mai va tenir un paper significatiu a la cort reial ni en la vida política de la Rússia, i només ocasionalment va intervenir en la supervisió de Moscou, amb motiu d'alguna absència del tsar. També va ocupar el càrrec de magistrat en cap al gran palau de Prikaz (Приказ большого дворца).
Durant el regnat de Teodor III de Rússia, Kiril Narixkin sembla que hauria deixat de prendre part en la vida de la cort reial. Durant la insurrecció de Moscou, de 1682, Kiril Narixkin va patir diverses tragèdies personals. Els seus fills van ser assassinats durant la rebel·lió i després ell mateix es va veure obligat a prendre els vots monàstics sota el nom de Kiprian (Ciprià) i desterrar-se al monestir de Kiril-Belozerski.
Després de l'entronització del seu net  Pere I, Kiril Narixkin hauria pogut tornar a la cort reial, però va optar per romandre reclòs al monestir, on va morir.

## Matrimoni i fills
Kiril Narixkin es va casar amb Anna Leontieva (1627-1706), filla de Leonti I Leontiev (1600-) i de Praskovia Rayevskaya (1600-1641). El matrimoni va tenir quatre fills:
- Natàlia (1651-1694), casada amb el tsar Aleix Romanov de Rússia (1629-1676).
- Ivan (1658-1682)
- Afanasy (1962-1682)
- Teodor (1666-1691)